# Partidul Comunist al Moldovei
Partidul Comunist al Moldovei (PCM) a fost unul din cele 14 „partide republicane” sovietice ce constituiau până în 1991 Partidul Comunist al Uniunii Sovietice (PCUS). De fapt, PCM-ul a fost organizația republicană a PCUS-ului în R.S.S. Moldovenească în perioada 1940-1991, nefiind un partid separat.

## Ilegalitatea comunistă din Basarabia
În perioada interbelică, singura forță politică din Basarabia care susținea despărțire ei (a Moldovei Orientale) de România și alipirea acesteia la URSS era Partidul Comunist, aflat în ilegalitate. În mai 1940, numărul ilegaliștilor comuniști basarabeni era de 375 de persoane, la care se adăugau 511 membri ai Comsomolului (Uniunea Tineretului Comunist din URSS). Organizația comunistă basarabeană era formată mai ales din reprezentanți ai naționalităților rusă, ucraineană și evrească. Niciunul dintre ilegaliștii comuniști basarabeni, care fuseseră membri ai Partidului Comunist Român, nu a fost acceptat în Partidul Comunist al Uniunii Sovietice în momentul înființării Republicii Sovietice Unionale Moldovenești, întreaga conducere de partid și de stat a acesteia fiind formată din nebasarabeni (nemoldoveni). Abia după mulți ani și multe stăruințe, o parte din foștii ilegaliști comuniști basarabeni interbelici au fost primiți în Partidul Comunist al Moldovei, fără însă să poată avea vreun rol important în viața social-politică a R.S.S. Moldovenești.

## Înființare
Înființarea Partidului Comunist al Moldovei s-a făcut în 1940, după ocuparea Basarabiei de către Uniunea Sovietică. Marea majoritate a activiștilor de partid au fost aduși în Basarabia din alte părți ale URSS-ului, fiind deci nebasarabeni.

## Conducere și politică de cadre
Conducerea reală a PCM-ului se făcea de la Moscova, autonomia acestuia în cadrul PCUS-ului fiind doar formală. Organele de conducere ale partidului au fost Comitetul Central, din rândul căruia se alegea un Birou al Comitetului Central, cu activitate permanentă.
În perioada de început, conducerea PCM-ului era alcătuită exclusiv din persoane venite în Basarabia din alte părți ale URSS-ului. Puținii moldoveni (vorbitori de română) cu funcții de conducere erau din Transnistria sau din Ucraina. Abia la congresul al 10-lea al PCM-ului, din septembrie 1961, s-a înregistrat primul caz de comunist basarabean ales în componența biroului Comitetului Central al PCM-ului – Dumitru S. Cornovan. Ulterior, locul acestuia a fost ocupat de un alt basarabean – Petru Lucinschi. În 1976 din totalul de 14 membri și membri supleanți ai biroului C.C. al PCM-ului, numărul basarabenilor ajunsese la 3, deci în proporție aprox. de 20%. Ulterior numărul băștinașilor aflați în conducerea PCM-ului a înregistrat o creștere treptată, menținîndu-se însă o pondere mai mare a reprezentanților minorităților etnice și a imigranților din Basarabia, comparativ cu structura generală a populației R.S.S. Moldovenești.
Leonid Brejnev, care ulterior a devenit, pentru o lungă perioadă, conducătorul URSS-ului, a fost timp de 1 an și 5 luni prim-secretar al Partidului Comunist al Moldovei.

### Prim-secretarii PCM-ului
| Nume            | De la             | Pînă la           |
| --------------- | ----------------- | ----------------- |
| Piotr Borodin   | 15 august 1940    | 11 februarie 1942 |
| Nikita Salogor  | 13 februarie 1942 | 5 ianuarie 1946   |
| Nicolae Coval   | 5 ianuarie 1946   | 3 noiembrie 1950  |
| Leonid Brejnev  | 3 noiembrie 1950  | 16 aprilie 1952   |
| Dimitri Gladki  | 16 aprilie 1952   | 7 februarie 1954  |
| Zinovie Serdiuk | 8 februarie 1954  | 29 mai 1961       |
| Ivan Bodiul     | 29 mai 1961       | 30 decembrie 1980 |
| Semion Grossu   | 30 decembrie 1980 | 16 noiembrie 1989 |
| Petru Lucinschi | 16 noiembrie 1989 | 5 februarie 1991  |
| Grigore Eremei  | 5 februarie 1991  | 23 august 1991    |

## Desființare
PCM-ul a fost scos în afara legii la data de 23 august 1991, imediat după proclamarea independenței Republicii Moldova. Ca motiv al desființării sale a slujit puciul de la Moscova din august 1991.

## Moștenire
Partidul Comuniștilor din Republica Moldova, înființat la câțiva ani după desființarea PCM-ului, se consideră un continuator al acestuia din punct de vedere al ideilor, fără însă a avea și juridic statut de continuator al PCM-ului.